# Bathymodiolus edisonensis
Bathymodiolus edisonensis is een tweekleppigensoort uit de familie van de Mytilidae. De wetenschappelijke naam van de soort is voor het eerst geldig gepubliceerd in 2008 door Cosel & Janssen.